# Avalonia
Avalonia — кроссплатформенная платформа пользовательского интерфейса на основе XAML, основанная на WPF/UWP и распространяемая под лицензией MIT. Ранее называлась Perspex.
Полностью поддерживает .NET Core 2.0, XAML, дата-биндинги, lookless-контролы и многое другое. Avalonia позволяет писать на C# приложения под Windows, Linux и macOS. 
Начиная с Avalonia 11 preview 1 появилась возможность запуска на iOS, Android и Web (без Blazor) в экспериментальном состоянии.

## Название
- У компонента .NET Framework — Windows Presentation Foundation (WPF) — во времена разработки Windows Vista (Longhorn) было кодовое название Avalon